# Too big to fail

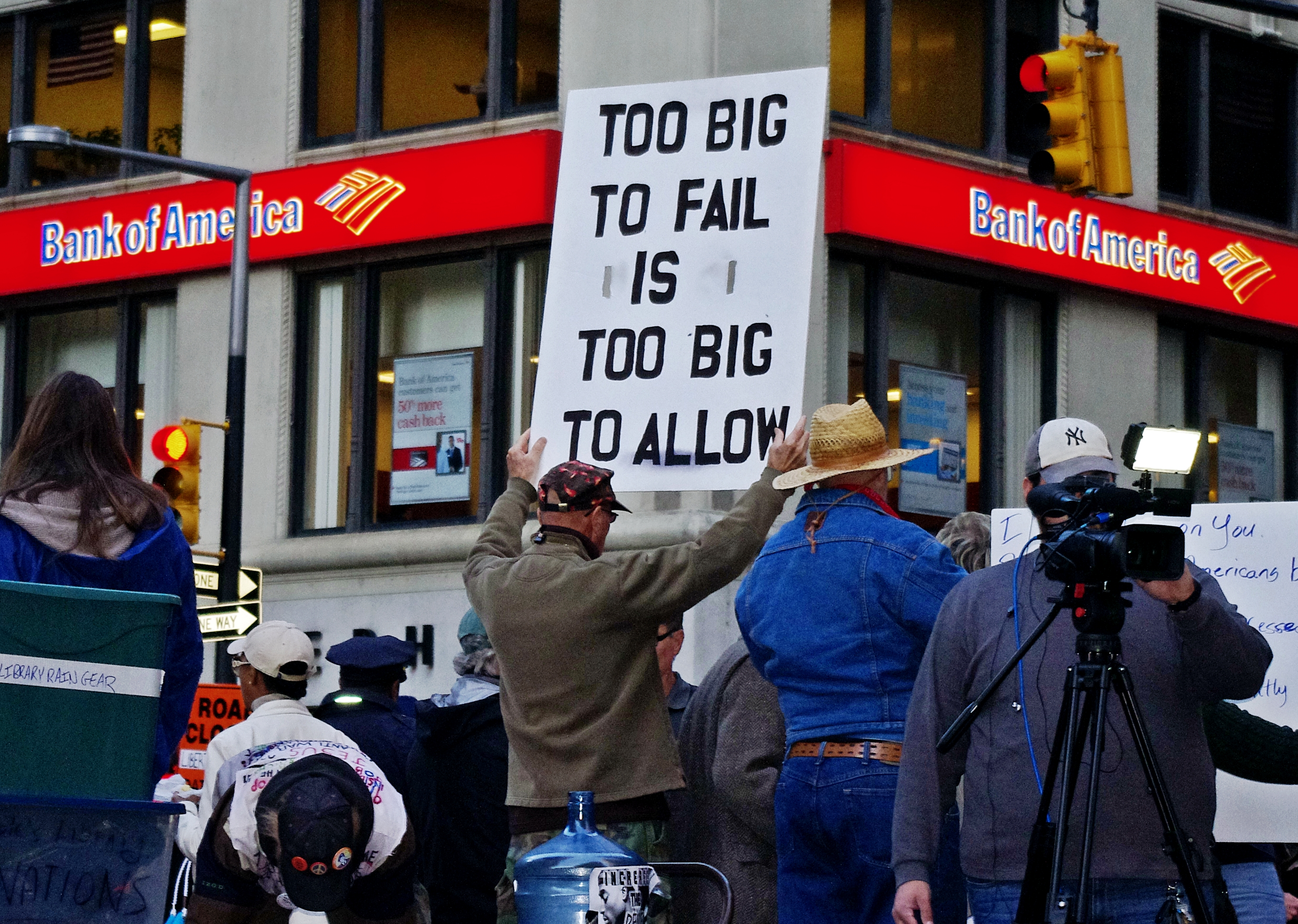
Giorno 40 di Occupy Wall Street, 25 ottobre 2011

L'espressione inglese too big to fail (in acronimo TBTF), in italiano troppo grande per fallire (TGPF), è entrata nell'uso comune e nel linguaggio politico durante la crisi economica globale scoppiata nel 2008 a proposito di Stati, banche, istituti creditizi o aziende considerate troppo grandi all'interno delle rispettive economie perché possano essere privati dell'intervento pubblico in caso di rischio di bancarotta.

## Caratteristiche
Il perseguimento della crescita aziendale, paradigma dell'economia di mercato, con varie strategie non ultima quella di fusioni e acquisizioni compiacenti o forzose, ha portato il costituirsi di istituti sempre più grandi e potenti (oligopolio) e la concomitante scomparsa della fitta rete di istituti minori ma ben distribuiti e gestibili in casi straordinari di crisi.

## Storia
(Ferdinand Lundberg, 1968, Ricchi e straricchi, pag. 169, Feltrinelli, Milano)
La logica del too big to fail tornò di stringente attualità nel 2008 quando il governo americano all'epoca della seconda presidenza di George W. Bush intervenne con il sottosegretario all'economia Henry Paulson, attraverso il "Piano Paulson", approvato il 3 ottobre dello stesso anno, in soccorso dei grandi istituti di credito e delle banche americane ridotte al rischio di fallimento dall'esplosione della bolla dei mutui subprime.

## Lista delle banche "troppo grandi per fallire"
Le banche rappresentate sotto e che portano il nome di troppo grandi per fallire occupano posizioni chiave nell'economia statale e globale e devono perciò essere sostenute il più possibile dagli Stati di cui fanno parte, anche in caso di grave perdite, per non aprire una grave crisi di mercato.
- Bank of America
- Bank of China
- Bank of New York Mellon
- Banque Populaire CdE
- Barclays
- BNP Paribas
- Citigroup
- Commerzbank
- Credit Suisse
- Deutsche Bank

- Goldman Sachs
- Crédit Agricole
- HSBC
- ING Bank
- JPMorgan Chase
- Lloyds Banking Group
- Mitsubishi UFJ Financial Group
- Mizuho Financial Group
- Morgan Stanley

- Nordea
- Royal Bank of Scotland
- Banco Santander Central Hispano
- Société Générale
- State Street Corporation
- Sumitomo Mitsui Financial Group
- UBS
- Unicredit Group
- Wells Fargo

## Uso nel linguaggio comune
L'espressione, benché sia maggiormente nota nel linguaggio economico e politico, è attestata come locuzione aggettivale nell'uso comune già nel 1991 quando su La Repubblica si faceva riferimento a un "ragionamento too big to fail". È stata usata anche per la prima volta come locuzione avverbiale nel 1999 sempre su La Repubblica ("pensare too big to fail") e sul Corriere della Sera nel 2003 come locuzione sostantivale ("il too big to fail è una realtà").

## Film
Nel 2011 la rete statunitense HBO ha tratto da questa espressione il titolo del film Too Big to Fail - Il crollo dei giganti, incentrato sulla figura del segretario al Tesoro Henry Paulson, protagonista dei concitati eventi che portarono al salvataggio del sistema finanziario statunitense.